# Liam Gallagher
Liam Gallagher, egentligen William John Paul Gallagher, född 21 september 1972 i Manchester, England, är en brittisk sångare och musiker som är mest känd som en av frontfigurerna i det brittiska rockbandet Oasis.
Under sin över tre decennier långa artistkarriär har Liam medverkat på 14 album som har nått förstaplaceringar på de brittiska albumlistorna, där fem av albumen har varit en del av hans solokarriär och åtta har varit tillsammans med Oasis.

## Karriär (i urval)

### Oasis (1991–2009)
Liam var frontfigur i Oasis under åren 1991 till 2009 tillsammans med sin äldre bror Noel Gallagher. I början av bandets existens skrev Noel alla låtar, men på senare år skrev även Liam en del låtar. 
Orsaken till bandets upplösning var Liams och Noels sedan länge problemfyllda relation till varandra. Det var i samband med ett bråk innan en konsert i Paris i augusti 2009 som hans bror Noel bestämde sig för att lämna Oasis.

### Beady Eye (2009–2014)
Efter upplösningen av Oasis startade Liam bandet Beady Eye tillsammans med de återstående Oasis-bandmedlemmarna Gem Archer, Andy Bell och Chris Sharrock. Bandet upplöstes under 2014.

### Solokarriär (2016–)
Efter att tidigare avvisat idén om att påbörja en solokarriär meddelade Liam i augusti 2016 att han skulle släppa ett soloalbum.
Under maj 2017 släppte Liam låten "Wall of Glass" och den 6 oktober samma år släppte han sitt debutalbum som soloartist "As You Were". Albumet debuterade som nummer ett i den brittiska topplistan och blev certifierat platinum.
I september 2019 släppte han sitt andra soloalbum, "Why me why not". Han spelade även in en akustisk konsert för MTV unplugged under samma månad.

## Solodiskografi och låtskrivande (i urval)

### Studioalbum
- 2017 – As You Were
- 2019 – Why Me? Why Not.
- 2022 – C'mon You Know

### Livealbum
- 2020 – MTV Unplugged
- 2022 – Down by the River Thames
- 2022 – Knebworth 22

### Singlar
- 2017 – Wall of Glass
- 2017 – Chinatown
- 2017 – For What It's Worth
- 2017 – Greedy Soul
- 2017 – Come Back to Me
- 2017 – I've All I Need
- 2019 – Shockwave
- 2019 – The River
- 2019 – Once

### Oasislåtar skrivna av Liam Gallagher
| År   | Låt                         | Album                              | Spår |
| ---- | --------------------------- | ---------------------------------- | ---- |
| 2000 | "Little James"              | Standing on the Shoulder of Giants | 5    |
| 2002 | "Songbird"                  | Heathen Chemistry                  | 5    |
| 2002 | "Born on A Different Cloud" | Heathen Chemistry                  | 10   |
| 2002 | "Better Man"                | Heathen Chemistry                  | 11   |
| 2005 | "Love Like A Bomb"          | Don't Believe the Truth            | 4    |
| 2005 | "The Meaning Of Soul"       | Don't Believe the Truth            | 6    |
| 2005 | "Guess God Thinks I'm Abel" | Don't Believe the Truth            | 7    |
| 2008 | "I'm Outta Time"            | Dig Out Your Soul                  | 5    |
| 2008 | "Aint Got Nothin"           | Dig Out Your Soul                  | 9    |
| 2008 | "Soldier On"                | Dig Out Your Soul                  | 11   |

## Privatliv (i urval)

### Familj
Liam träffade skådespelaren Patsy Kensit under 1994. De gifte sig år 1997 i samband med ett hemligt bröllop. Paret skiljde sig sedan under 2000. Senare samma år träffade Liam sångaren Nicole Appleton för första gången. De gifte sig under 2008 och deras äktenskap tog sedan slut år 2014.
Totalt sett har Liam fyra barn med fyra olika kvinnor: 
- sonen Lennon Francis, tillsammans med Patsy Kensit.[12]
- dottern Molly Moorish, tillsammans med sångaren Lisa Moorish.[13]
- sonen Gene Appleton, tillsammans med sångaren Nicole Appleton.[14]
- dottern Gemma Ghorbani, tillsammans med journalisten Liza Ghorbani.

Under 2017 medgav Liam att han inte varit kapabel att träffa dottern Molly någon gång eftersom han inte kom överens med Lisa Moorish. Han träffade Molly sedan för första gången under 2018. Molly föddes till följd av en otrohetsaffär under Liams giftermål med Patsy Kensit.
Dottern Gemma föddes till följd av en otrohetsaffär under 2010 när Liza Ghorbani skulle intervjua honom för New York Times. Detta skedde under Liams äktenskap med Nicole Appleton.

### Entreprenörskap
Under juni 2009 lanserade Liam Gallagher klädmärket "Pretty Green". Märket köptes upp av JD Sports i april 2019.

### Övrigt
Liam Gallagher är supporter till fotbollsklubben Manchester City.

### Notiser
1. ↑  ”Oasis-fansen är chockade – stjärnans riktiga namn avslöjat”. Aftonbladet. https://www.aftonbladet.se/a/jRRlq. Läst 26 juli 2019.
2. ↑  Biografi av Bekki Bemrose på allmusic.com
3. 1 2  ”Oasis frontman Liam Gallagher and The Stone Roses guitarist John Squire land number one album with collaboration” (på engelska). Sky News. https://news.sky.com/story/oasis-frontman-liam-gallagher-and-the-stone-roses-guitarist-john-squire-land-number-one-album-with-collaboration-13090086. Läst 25 augusti 2024.
4. ↑  ”Oasis' Noel and Liam Gallagher are at it again”. musicradar.com. 5 maj 2009. http://www.musicradar.com/news/guitars/oasis-noel-and-liam-gallagher-are-at-it-again-205940. Läst 1 oktober 2011.
5. ↑  ”Bråket bakom Oasis splittring”. expressen.se. 30 augusti 2009. Arkiverad från originalet den 18 september 2011. https://web.archive.org/web/20110918052127/http://www.expressen.se/noje/musik/1.1688945/braket-bakom-oasis-splittring. Läst 1 oktober 2011.
6. ↑  ”Born to feud: how years of animosity finally split Oasis boys”. guardian.co.uk. 30 augusti 2009. http://www.guardian.co.uk/music/2009/aug/30/oasis-split-liam-noel-gallagher. Läst 1 oktober 2011.
7. ↑  ”Beady Eye: Liam Gallagher reveals name of his new post-Oasis band”. mirror.co.uk. 25 maj 2010. http://www.mirror.co.uk/celebs/news/2010/05/25/beady-eye-liam-gallagher-reveals-name-of-his-new-post-oasis-band-115875-22284818/. Läst 1 oktober 2011.
8. ↑  Simpson, George (25 augusti 2016). ”Liam Gallagher's first solo album confirmed for 2017: ‘It will SHOCK people’ he says” (på engelska). Express.co.uk. http://www.express.co.uk/entertainment/music/703781/Liam-Gallagher-solo-album-Warner-Bros-Oasis. Läst 15 oktober 2017.
9. 1 2  ”BBC News | ENTERTAINMENT | All over for Liam and Patsy”. news.bbc.co.uk. http://news.bbc.co.uk/2/hi/entertainment/939810.stm. Läst 25 augusti 2024.
10. ↑  Katie Storey (12 mars 2020). ”Nicole Appleton's dating history as she welcomes baby girl with boyfriend” (på engelska). Metro. https://metro.co.uk/2020/03/12/nicole-appleton-dating-history-12388951/. Läst 25 augusti 2024.
11. ↑  ”Liam Gallagher and Nicole Appleton end six year marriage” (på brittisk engelska). BBC News. 9 april 2014. https://www.bbc.com/news/newsbeat-26952170. Läst 25 augusti 2024.
12. ↑  ”BBC News | Entertainment | Baby joy for Liam and Patsy”. news.bbc.co.uk. http://news.bbc.co.uk/2/hi/entertainment/446710.stm. Läst 25 augusti 2024.
13. ↑  NME: Liam Gallagher has revealed that he is open to meeting his estranged daughter, with former partner Lisa Moorish.
14. ↑  Live Rampup: Nicole Appleton's Ex-Husband Liam talks about their Married Life, Divorce and Children!
15. ↑  ”Liam Gallagher meets his daughter, Molly Moorish, for first time” (på brittisk engelska). 24 maj 2018. https://www.bbc.com/news/entertainment-arts-44236225. Läst 25 augusti 2024.
16. ↑  Daily Mail News: Liza Ghorbani dotes on infant daughter Gemma as they visit park... after reaching out of court settlement with Liam Gallagher over child support
17. ↑  ”Liza Ghorbani enjoys a day out with Liam Gallagher's love child Gemma”. Mail Online. http://www.dailymail.co.uk/tvshowbiz/article-2519449/Liam-Gallaghers-flame-Liza-Ghorbani-love-child-Gemma.html. Läst 19 augusti 2017.
18. ↑  ”About Pretty Green | Pretty Green” (på engelska). www.prettygreen.com. https://www.prettygreen.com/discover/timeline/. Läst 15 oktober 2017.
19. ↑  Jon Robinson (28 september 2022). ”Liam Gallagher's Pretty Green fashion brand is being revived” (på engelska). Manchester Evening News. https://www.manchestereveningnews.co.uk/news/liam-gallaghers-pretty-green-fashion-25123489. Läst 25 augusti 2024.